# Església de Santa Maria de Jerusalem de Trški Vrh
L'església de Santa Maria de Jerusalem és en una elevació a Trški Vrh, una petita població a un km de Krapina a la regió de Krapina-Zagorje de Croàcia.

## Història
Construïda entre els anys 1750 i 1761 per l'arquitecte local Josip Javornik gràcies a les donacions dels camperols i mercaders de la ciutat lliure de Krapina, és una de les moltes esglésies barroques de pelegrinatge del nord de Croàcia. L'església es construïa per allotjar la Mare de Déu portada de Jerusalem que havia creat molta devoció entre els habitants de la zona.
L'església està envoltada per un mur octagonal porxat amb torres petites a cada angle, destinat a capelles. L'interior del mur amb arcades conté pintures realitzades per Sirnik al voltant de 1898. Prop del mur hi ha la capella dedicada a la resurrecció de Crist representant el final de les 14 estacions del camí de la Creu. Tots els anys, durant l'estiu, hi ha concentracions religioses.
El recinte flanquejat per torres evoca, des de l'exterior, una veritable fortificació. A l'interior, la galeria oberta amb arcades tenien a més una altra funció: els pelegrins s'hi refugiaven i els comerciants els venien objectes religiosos. Aquesta estructura és típica de les esglésies de pelegrinatge d'aquesta zona.

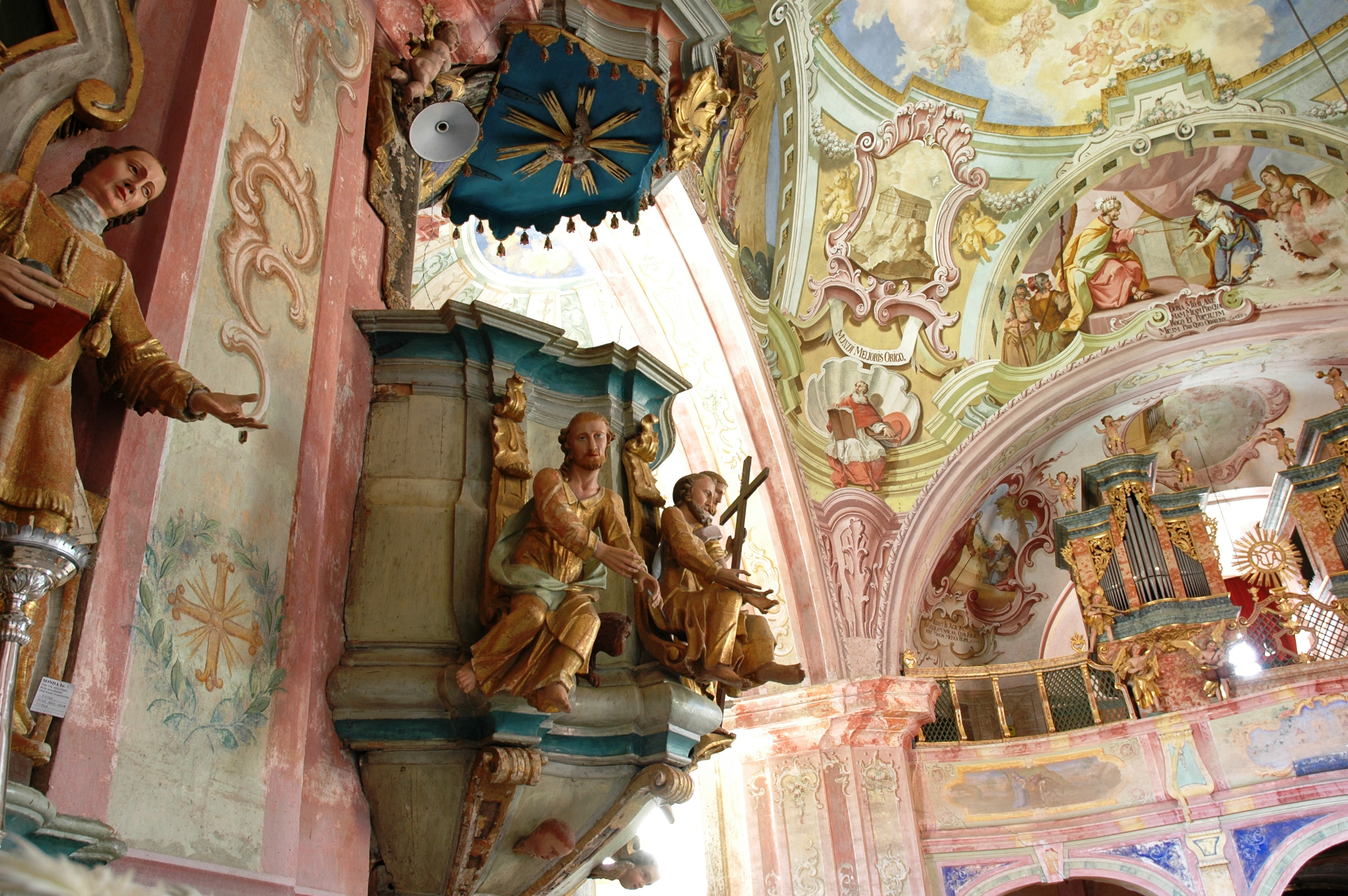
L'exuberància de l'interior

## Interior
L'interior és extremadament exuberantment. Amb pintures murals decoratives d'estil rococó amb escenes del vell i nou testament i de la vida de Maria. Eren pintades per Anton Lerchinger. L'altar principal és obra de Filip Jacob Straub de Graz (1759). L'altar amb els catorze deixebles és un treball d'Anton Mersi de Rogatec (1759), que també feia el púlpit, l'altar de la Creu Sagrada i l'altar de Sant Joan Nepomuk (1760). El tron de la Nostra Senyora fou realitzat per J. J. Mersi (1756), i l'altar dels Apòstols probablement d'I. J. Straub (al voltant de 1771). Les campanes eren fabricades per M. Feltl de Graz (1764). Una de les capelles a la paret dels murs comprèn l'estàtua de pedra que representa la Mare de Déu amb el Nen, creat sota la influència de Parlers de Praga (al voltant de 1410-1420).